# Ghiandola sebacea

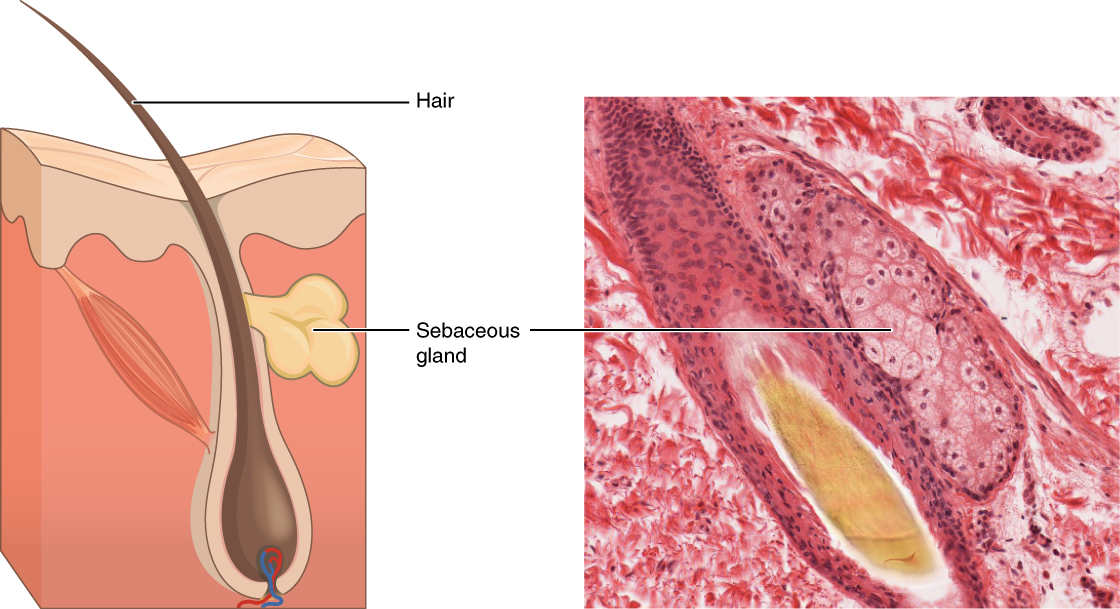
Rappresentazione grafica e sezione al microscopio di una ghiandola sebacea (Sebaceous gland) umana, con un adiacente pelo (Hair)

Le ghiandole sebacee sono microscopiche ghiandole, ovvero piccoli organuli esocrini, appartenenti all'apparato tegumentario; esse si trovano nella pelle e precisamente nel derma, unite al corpo di alcuni peli ad un'altezza di poco maggiore rispetto a quella del follicolo pilifero. La maggior parte di esse presenta un dotto escretore che si apre proprio nel follicolo, mentre una piccola parte si apre direttamente sulla superficie cutanea.
Esse producono il sebo, un liquido biologico che ha diverse funzioni.

## Disposizione
Le ghiandole sebacee si trovano prevalentemente a livello del viso e del cuoio capelluto, anche se esse sono distribuite lungo tutta la superficie corporea, tranne che sul palmo delle mani e sulla pianta dei piedi. Sono in numero maggiore nelle regioni anogenitali, nel cuoio capelluto, nella faccia, nel petto e nel dorso. La loro dimensione varia in base alla sede in cui sono collocate; il tronco e gli arti presentano ghiandole sebacee di piccola entità, sul volto, sul collo e sulla parte anteriore del torace la loro dimensione è maggiore.
Le ghiandole che si trovano nel meato acustico esterno e nelle palpebre sono dette ghiandole tarsali o di Meibomio. A livello delle areole mammarie, dei capezzoli, dell'ano, delle piccole labbra e del pene, dove si aprono direttamente sulla cute, sono chiamate ghiandole di Tisone.

## Struttura

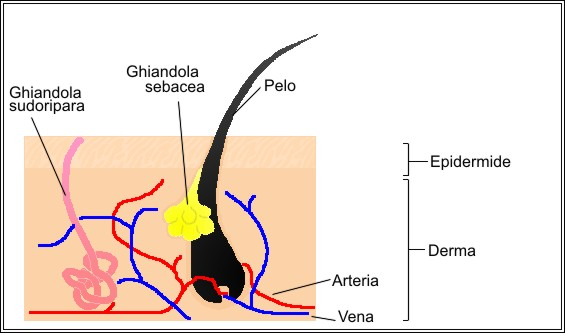
Spaccato della pelle. In giallo, una ghiandola sebacea.

Sono ghiandole tubuloalveolari e, come tutte le ghiandole, esse sono divisibili in due parti: una di esse si occupa della produzione del sebo e viene detta "porzione secernente", mentre l'altra, che ha la funzione di trasportare la sostanza grassa prodotta all'esterno, è chiamata "dotto (o condotto) escretore".
La prima parte è composta da 2 a 20 alveoli avvolti da una fitta rete vascolare e una capsula. Ogni alveolo è costituito da uno strato periferico ricco di cellule staminali capaci di rigenerare lo strato più centrale costituito da una serie di cellule che si arricchiscono di goccioline lipidiche. Queste cellule poco a poco degenerano ed entrano a far parte del secreto con tutto il grasso contenuto. Questo tipo di secrezione è detto olocrino.
Tutti gli alveoli si aprono in un dotto escretore unico, formato da cellule epiteliali che nella regione terminale continuano con le cellule della guaina esterna della radice del follicolo pilifero. Ciascun dotto escretore risale verso l'alto, quasi sempre obliquamente, per sboccare circa nel terzo superiore di un follicolo, sopra l'inserzione di un muscolo erettore del pelo.

## Funzione
Una ghiandola sebacea consiste in una piccola sacca dall'aspetto tondeggiante il cui ruolo, all'interno dell'organismo, è la produzione e la secrezione di una sostanza grassa chiamata sebo; questa sostanza, composta prevalentemente da colesterolo e acidi grassi, serve a rendere morbida la pelle e ad idratarla, evitando così che essa si secchi e si crepi, a determinare l'odore della pelle, e a lubrificare ed ammorbidire i capelli e i peli. Nelle palpebre esistono speciali ghiandole sebacee che producono sebo nelle lacrime.

## Sebo
Il sebo, secreto dalla ghiandola sebacea nell'uomo, è composto principalmente da trigliceridi (≈41%), esteri di cera (≈26%), squalene (≈12%) e acidi grassi liberi (≈16%). La composizione del sebo varia tra le specie. Gli esteri di cera e lo squalene sono unici per il sebo e non sono prodotti come prodotti finali in nessun'altra parte del corpo. L'acido sapienico è un acido grasso del sebo che è unico per l'uomo ed è implicato nello sviluppo dell'acne.Il sebo è inodore, ma la sua decomposizione da parte dei batteri può produrre odori forti. 
È noto che gli steroidi sessuali influenzano il tasso di secrezione di sebo; gli androgeni come il testosterone hanno dimostrato di stimolare la secrezione e gli estrogeni hanno dimostrato di inibire la secrezione. Il diidrotestosterone agisce come androgeno primario nella prostata e nei follicoli piliferi.

## Patologie
Tra le principali malattie che le ghiandole sebacee si riconosce la seborrea: essa consiste in un eccesso della produzione di sebo, e causa facilmente la comparsa della forfora, oltre all'untuosità di pelle e capelli. Tra le maggiori cause di questa malattia, vi sono quelle endocrine: essa è infatti principalmente causata da uno squilibrio ormonale all'interno dell'organismo, e per questo spesso si ricollega facilmente all'acne giovanile.
Una patologia non certo di minore importanza è la dermatite seborroica, che provoca arrossamento della pelle e desquamazione, oltre alla formazione di piccole squame giallastre oleose alla vista in luoghi specifici quali le pinne del naso o il retro dell'orecchio. Molto frequente nei bambini, può comparire anche in individui colpiti da acne o da malattie quali ad esempio la malattia di Parkinson e non di rado è accompagnata dalla seborrea..
I più recenti shampoo ricchi di zinco e selenio costituiscono una buona cura a queste malattie, almeno per ciò che riguarda il cuoio capelluto; nei casi più gravi, invece, bisogna ricorrere a cure molto più specifiche consigliate da medici specializzati.
Altre patologie sono la formazione di cisti sebacee, l'iperplasia, l'adenoma sebaceo e il carcinoma delle ghiandole sebacee.